# Rebutia brunneoradicata

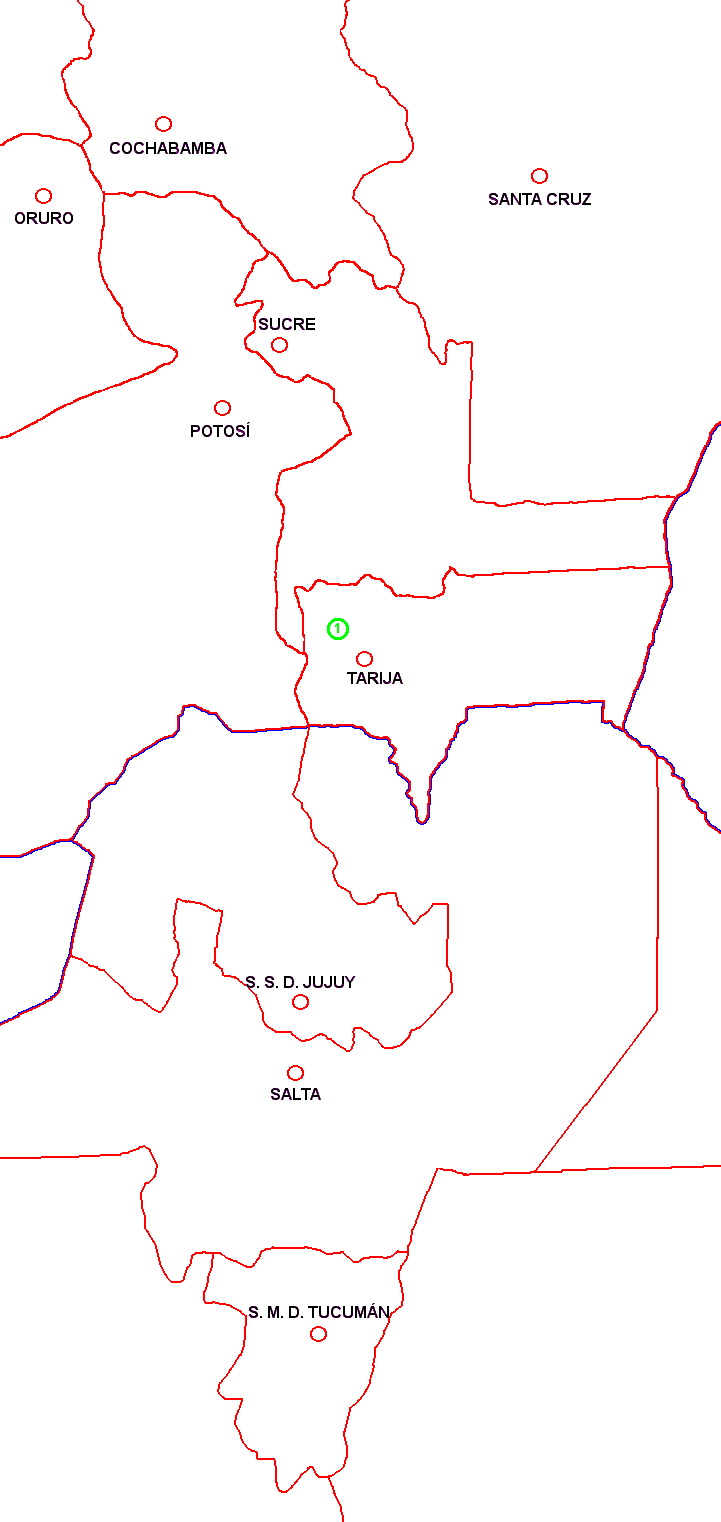
Mapa rozšíření R. brunneoradicata

Rebutia brunneoradicata je pomalu rostoucí trsovitá rostlina ze širšího příbuzenstva R. atrovirens. Její jméno je odvozeno od barvy kořenů, brunneoradicatus znamená s hnědými kořeny.

## Rebutia brunneoradicataRitter
Ritter, Friedrich; Kakteen und andere Sukkulenten, 28: 77, 1977
Sekce Digitorebutia, řada Atrovirens

### Popis
Stonek jednotlivý až odnožující, v kultuře trsovitý, kulovitý až poněkud protáhlý, 10 - 20 mm široký, s dlouhým, hnědým řepovitým kořenem; pokožka tmavě zelená, vzácně se slabým fialovým nádechem, matná. Žeber 9 - 12, silně rozložená do 2 - 3 mm vysokých hrbolků; areoly oválné, nepatrně bělavě plstnaté, 1 - 1,5 mm dlouhé, 2,5 - 5 mm vzdálené. Trny jen okrajové, 8 - 12, tenké štětinovité, černé až hnědé, šednoucí, stranou směřující, 2 - 3 mm dlouhé.
Květy hluboko postranní, 26 - 30 mm dlouhé, asi 30 mm široké, nevoňavé; květní lůžko kulovité, 2,5 - 3,5 mm široké, bělavý až červený, s velmi úzkými, 1 - 2 mm dlouhými, bělavými až zelenými šupinami, v jejich paždí bílá vlna a někdy 1 bílá štětina; květní trubka 9 - 12 mm dlouhá, na spodních 1 - 2 mm srostlá s čnělkou, nahoře široce nálevkovitá, bledě purpurová, vně pokrytá stejně jako květní lůžko; okvětní lístky 15 - 18 mm dlouhé, 5 - 7 m široké, kopisťovité, nahoře zaokrouhlené; vnitřní okvětní lístky šarlatově červené až karmínové, ve vysoké sytosti, dole většinou purpurové a nahoře tmavší; vnější okvětní lístky často silněji purpurové, obzvláště na okraji; nitky bledě purpurové, 6 - 10 mm dlouhé, vyrůstající zejména z dolní části trubky, nahoře málo a několik mm pod tím trubka bez tyčinek, prašníky světle žluté; čnělka světle zelená, s 5 - 6 nazelenale žlutými, 1,5 - 2 mm dlouhými rameny blizny ve výšce nejvyšších prašníků. Plod kulovitý, asi 5 mm velký. Semena protáhle kulovitá, asi 1,0 mm dlouhá a 0,8 mm široká, hnědočerná, jemně hrbolatá.

### Variety a formy
Variety ani formy nebyly popsány, jako R. brunneoradicata byl označen jen typový sběr FR 1109, jinými sběrateli tento druh asi nebyl nalezen, určitě alespoň dosud žádný jiný sběr k tomuto jménu nebyl přiřazen. Rostliny s tímto označením ve sbírkách jsou dosti jednotné, v malém rozsahu kolísá odstín vybarvení květů, okvětní lístky mohou být zbarvené více do karmínova nebo spíše šarlatově červeně. Rozdíly ve tvaru stonků a otrnění jsou většinou jen důsledkem vlivu kultury. V kultuře druh často silně odnožuje a vytváří trsy kulovitých až krátce sloupovitých stonků bez zřetelnějšího středového.

### Výskyt a rozšíření
Jako místo nálezu typového sběru bylo uvedeno Bolívie, San Antonio (departament Tarija, provincie Mendez), ve velmi vysokých horských polohách, v nadmořské výšce až 4000 m.